# مرد دنیادیده
مرد دنیادیده (انگلیسی: Man of the World) فیلمی در ژانر رمانتیک و درام به کارگردانی ریچارد والاس است که در سال ۱۹۳۱ منتشر شد.

## بازیگران
- ویلیام پاول
- کارول لمبارد
- وین گیبسن
- لورنس گری
- گای کیبی
- جرج چندلر
- هاروی کلارک